# Axylia intimima
Axylia intimima là một loài bướm đêm trong họ Noctuidae.